# 男が女を愛する時 (映画)
『男が女を愛する時』（原題：When a Man Loves a Woman）は、1994年公開のアメリカ合衆国の恋愛映画。
ルイス・マンドーキ監督、アンディ・ガルシア、メグ・ライアンなどが出演。タイトルはパーシー・スレッジの同名の楽曲から取られており、本作の主題歌になっている。

## あらすじ
シングルマザーで教師のアリスは、パイロットのマイケルと再婚する。まもなく彼との間に娘ケイシーが生まれ、先夫との娘ジェスも含めた4人での生活が始まった。しかし、マイケルはパイロットという仕事柄、家を留守にしがちなため、やがてアリスは酒で孤独を紛らわせるようになる。そしてついには、日常生活も困難な程の重度のアルコール依存症になってしまう。
事の重大さに気づいたマイケルは、アルコール依存症を克服させるため、アリスを療養所に入院させる。アリスは辛い禁断症状を克服して順調に回復、やがて退院を果たした。しかし、マイケルはアリスを気遣い過ぎるあまり、逆にアリスを追い詰めていく。マイケルもまた、家事や子育てを分担するうちに、自身も追い詰められていく。
ある日、2人は大喧嘩になり、とうとうマイケルは家を出て行ってしまう。数日後、2人が雇っている家政婦のエイミーが子供を出産、病院にお祝いに駆けつけたマイケルとアリスは偶然再会する。アリスは数日後に行われる講演会でアルコール依存症を克服した経験を話すので来て欲しいとの思いを伝えるが、マイケルはデンバーへの転勤が決まっていたため、失意のアリスは立ち去る。
講演会の日、アリスは自分が依存症に苦しみ、家族に辛い思いをさせたこと、マイケルに対し自分が心の扉を閉じてしまったことへの後悔を正直に語る。アリスがスピーチを終えるとマイケルが現れた。マイケルは、自分もアリスの話をきちんと聞かなかったことを反省していると話す。そして2人は固く抱き合い、長いキスをして、互いに愛し合っていることを再確認するのであった。

## キャスト
※括弧内は日本語吹替
- マイケル・グリーン - アンディ・ガルシア（津嘉山正種）
- アリス・グリーン - メグ・ライアン（土井美加）
- ジェス・グリーン - ティナ・マジョリーノ（菊地優見）
- ケイシー・グリーン - メイ・ホイットマン（中嶋友美）
- エイミー - ローレン・トム（弘中くみ子）
- ゲイリー - フィリップ・シーモア・ホフマン（大塚芳忠）
- エミリー - エレン・バースティン（中西妙子）
- ウォルター - ユージン・ロッシュ（英語版）
- パム - ゲイル・ストリックランド
- ジャネット - スザンナ・トンプソン